# Тодд Графф
Тодд Графф (англ. Todd Graff; 22 жовтня 1959, Нью-Йорк) — американський актор, режисер, продюсер і сценарист. Він дебютував як режисер з похвал табір, який вступив в драматичному конкурсі на видання кінофестивалі Sundance 2003 року. Після успішного проходження через схему фестивалю, серед яких підрахувати фестиваль нових фільмів / Нові директорів Лінкольн-центрі, у кінофестивалі Сіднеї (де він виграв перший приз), The кінофестивалю Провінстауні (найкращий фільм) і багато інших, табір закінчився прем'єра в кінотеатрах рук IFC Films.
Після надзвичайно успішної кар'єри в таких фільмах, як прірва, і на Бродвеї в «Baby» актора, для якого вона була номінована на премію Тоні і Всесвітньої Нагороди театру, Графф зміг створити собі репутацію як письменника.

## Кар'єра
Графф співав на оригінал-литої альбому Sesame Street (1970) і наступні заходи Вулиця Сезам 2 (1971), але піднявся до слави в 1975 році, коли він приєднався до акторського складу телесеріалу Діти Electric Company PBS. Граючи роль Джессі, член Short цирку, залишався з шоу до кінця виробництва в 1977 році (який замінив Стівена Густафсон, що обіграв серії після чотирьох сезонів).
Тодд Графф з Даною Карві у фільмі Можливість Стукає
Він був номінований на премію Тоні за роль Денні в бродвейській дитини в 1984 році. Він був показаний в 1987 Офф-бродвейського мюзиклу Райські птахи, як Гомер.
У 2006 році він керував мюзикл Джейсон Graff Роберт Браун і Ден Еліш, в Mark Taper Forum. У 2009 році він написав у співавторстві сценарій і зняв фільм Бендслем. У 2012 він написав сценарій і зняв фільм Радісний шум.

## Особисте життя
Тодд Графф є відкритим геєм.

## Найвідоміші фільми
- 1987 — П'ять кутів / Five Corners